# Коста-Серина
Коста-Серина (итал. Costa Serina) — коммуна в Италии, располагается в регионе Ломбардия, в провинции Бергамо.
Население составляет 914 человек (2008 г.), плотность населения составляет 76 чел./км². Занимает площадь 12 км². Почтовый индекс — 24010. Телефонный код — 0345.
Покровителем коммуны почитается святой Лаврентий, празднование 10 августа.

## Демография
Динамика населения:

## Администрация коммуны
- Официальный сайт: http://www.comune.costaserina.bg.it/